# La Farlède
La Farlède este o comună în departamentul Var din sud-estul Franței. În 2009 avea o populație de 8.135 de locuitori.

## Evoluția populației
| An        | 1975  | 1982  | 1990  | 1999  | 2006  | 2009  |
| --------- | ----- | ----- | ----- | ----- | ----- | ----- |
| Populație | 3.027 | 4.472 | 6.491 | 6.877 | 6.952 | 8.135 |